# Puyoô
Puyoô (okzitan.: Pujòu) ist eine französische Gemeinde mit 1.089 Einwohnern (Stand: 1. Januar 2022) im Département Pyrénées-Atlantiques in der Region Nouvelle-Aquitaine (vor 2016: Aquitanien). Sie liegt im Arrondissement Pau und ist Teil des Kantons Orthez et Terres des Gaves et du Sel (bis 2015: Kanton Orthez). Die Einwohner werden Puyolais genannt.

## Geographie
Puyoô liegt etwa 45 Kilometer ostnordöstlich von Bayonne im Weinbaugebiet Béarn am Gave de Pau, der die Gemeinde im Süden begrenzt. Umgeben wird Puyoô von den Nachbargemeinden Ossages im Norden und Nordosten, Ramous im Osten und Südosten, Bellocq im Süden, Lahontan im Westen und Südwesten sowie Habas im Nordwesten.

## Geschichte
Von 1973 bis 1984 waren die Gemeinden Puyoô, Bellocq und Ramous (unter ebendiesem Namen: Puyoô-Bellocq-Ramous) zusammengeschlossen.

### Bevölkerungsentwicklung
| Jahr                      | 1962 | 1968 | 1975 | 1982 | 1990 | 1999 | 2006 | 2013 |
| Einwohner                 | 1141 | 1154 | 2259 | 2234 | 1007 | 1032 | 1107 | 1203 |
| Quelle: Cassini und INSEE |      |      |      |      |      |      |      |      |

## Weinbau
Der Ort gehört zum Weinbaugebiet Béarn.

## Gemeindepartnerschaft
Mit der französischen Gemeinde Flixecourt im Département Somme besteht eine Partnerschaft.